# にちなん丸
にちなん丸は、関西汽船が運航していたフェリー。後に室戸汽船でも就航した。

## 概要
関西汽船初の長距離フェリーとして波止浜造船で建造され、1973年3月に神戸 - 日向航路に就航した。
1982年11月、航路廃止により来島どっくに売却された。その後、室戸汽船に用船され、フェリーむろと (初代)に代わって、フェリーむろと（2代）として就航した。本船の就航により、フェリーむろと（初代）は、関西汽船に用船されくるしま丸となった。1987年、フェリーむろと (3代)の就航により引退し、用船解除。
その後、海外売船され、フィリピンのネグロス・ナビゲーションに売却され、Santa Anaとして就航した。
2005年にAsian Marine Transport Corporationへ売却され、Super Shuttle Ferry 8と改名してSuper Shuttle Ferryのブランドで運航された。

### 航路
関西汽船
- 神戸港（東神戸フェリーセンター） - 日向港（細島港フェリーターミナル）

本船のみで隔日運航を行っていた。運航ダイヤは、下り便は神戸発21時30分、日向着11時30分、上り便は日向発22時30分、神戸着12時30分、所要時間はいずれも15時間だった。
室戸汽船
- 神戸港（東神戸フェリーセンター） - 甲浦港

## 設計
海外売船後、船尾にデッキを増設するなど改造を受けている。

## 船内

### 船室
- 特等室 - 洋室2名×28、和室2名×8室[1]
- 一等室 - 洋室5名×24室、和室4名×15室[1]
- 二等室 - 和室3室計858名[1]
- ドライバー室 - 40名[1]

### 設備
Aデッキ
- 特等室
- 1等室
- スモーキングコーナー

Bデッキ
2等客室
- メインエントランス
- 売店
- 案内所
- バー
- ゲームコーナー
- カフェテリア食堂

Cデッキ
- 2等客室
- ドライバー室
- 浴場・サウナ